# Queso de tetilla
El queso de tetilla o queso tetilla es uno de los quesos más representativos de la gastronomía de Galicia (España) y se trata de uno de los quesos con denominación de origen protegida. Está elaborado fundamentalmente con leche pasteurizada de vaca de las razas rubia gallega, frisona y pardo alpina, con una maduración mínima de 7 días. Su forma cónica, cóncava-convexa, es la que le da nombre, porque recuerda a una mama o «tetilla»; esta forma le viene dada por los embudos en los que se deja cuajar la leche al inicio de su elaboración, característica que comparte con otras especialidades queseras gallegas, como el queso de San Simón. Posee denominación de origen desde 1992.

## Características
Posee un sabor suave, de textura algo cremosa y sabor ligeramente ácido y salado suave. El aspecto exterior es de una corteza dura de color amarillo paja. La pasta interior del queso es blanda. Se vende en piezas con forma de pezón aproximado de 1 kg.

## Historia
Ya en el siglo I d. C. Plinio habla de unos sabrosos quesos de la Gallaecia a los que él llama "mamulas lactem" (mamillas de leche). Sin embargo, hay teorías que aseguran que este queso procede de un convento de monjas del siglo XI, aunque lo que sí está claro, es que Galicia siempre ha sido tierra ganadera y que los pastores de vaca Rubia Gallega, disponían de leche suficiente para la elaboración de queso.
La tetilla, era típica de la parte este de La Coruña, que limitaba con Lugo, en los pueblos de Curtis, Arzúa y Mellid. Con la fiesta del queso, este tipo de queso, al igual que otros tipos de Galicia, han ido cobrando fuerza y protagonismo.
La historia de este queso coincide con la del Ulloa.

## Elaboración
El Queso Tetilla se elabora con la leche de las vacas que pacen en la cordillera costera. Los maestros queseros modelaban los quesos a mano. La leche se cuaja y calienta entre los 28 y los 32 °C, adicionando en este proceso cuajo natural, la masa se corta en grano grande y una vez está firme éste, se llenan los moldes o cuncas, que son ligeramente prensados para que el suero se expulse, el proceso finaliza con el salado de las piezas en la salmuera.
Originariamente, la sal se adicionaba en la masa. La maduración se hace en ambiente fresco y húmedo propio de tierras gallegas, éste dura entre 10 y 30 días.

## Servir
Es un queso de textura pastosa que debe conservarse en sitio fresco, pero que debe ser sacado unas horas antes de ser consumido. Puede ser comido tal cual o, debido a su textura, untado en unas tostadas. Se puede acompañar de una copa de vino tinto joven o un albariño.